# Harold Hamm
Pour les articles homonymes, voir Hamm (homonymie).
 (décembre 2017).
Si vous disposez d'ouvrages ou d'articles de référence ou si vous connaissez des sites web de qualité traitant du thème abordé ici, merci de compléter l'article en donnant les références utiles à sa vérifiabilité et en les liant à la section « Notes et références ».
Harold Hamm, né le 11 décembre 1945, est un magnat du pétrole de la formation de Bakken. 
Il a été un des premiers à utiliser la technique de fracturation hydraulique pour extraire le pétrole de schiste de la formation de Bakken.
Au moment de l'élection présidentielle américaine de 2012, il a été le conseiller énergie du candidat Mitt Romney.
Il détient une fortune de 15 milliards $ en 2016.

## Biographie
Hamm a commencé sa carrière dans l'extraction de gaz et la réparation de voitures, jusqu'à devenir directeur de sa propre entreprise milliardaire. Il est le Président-Directeur-Général de Continental Resources depuis 1967, alors que la société s'appelait encore Shelly Dean Oil Company. Hamm et Continental Resources ont été les pionniers du développement du gisement de pétrole de Bakken dans le Montana et le Dakota du Nord en utilisant à la fois des forages horizontaux et la fracturation hydraulique. Il devient milliardaire et Continental Resourcesun important producteur de pétrole. Hamm reçoit des diplômes honorifiques de la Northwestern Oklahoma State University et de l'Université de l'Oklahoma. Le Centre du diabète Harold Hamm de l'Université d'Oklahoma a été nommé en son honneur. 
Hamm est apparu sur la couverture de Forbes en mai 2014. En janvier 2016, il a déclaré que la tentative de l'Arabie saoudite d'inonder le marché du brut en période d'offre excédentaire et de craintes d'affaiblissement de la demande ne fonctionne pas, estimant que les prix du pétrole vont doubler d'ici fin 2016. 

### Engagement politique
Il donne près d'un million de dollars pour la campagne de Mitt Romney en 2012.
Il soutient Donald Trump pour sa campagne électorale en 2020. Il a été un temps pressenti comme ministre de l’Énergie, poste qui revient finalement à Rick Perry.